# Изчезване на Дженет Тейт
Дженет Тейт (на английски: Genette Tate) е британско тринадесетгодишно дете, което на 19 август 1978 г. изчезва безследно, докато разнася вестници.
Въпреки обширните издирвания, тялото на Тейт не е открито и причината за изчезването ѝ остава неизвестна. Случаят е най-дългото разследване на изчезнали хора в Британия и е описано като разследване на убийство от полицията на Девън и Корнуол.

## Ранен живот
Дженет Луис Тейт е родена в Тоунтън, Съмърсет на 5 май 1965 г. Тя е единственото дете на Джон и Шийла Тейт. По това време, семейство Тейт живее в предградието Уедлендс. Те се преместват за кратко в Корнуъл, преди да заживеят в Девън.
Родителите на Дженет се разделят, когато е малка, а баща ѝ се жени повторно. Тя живее заедно с баща си, мащехата си Вайълет и полусестра си Таня в Бартън Фарм Коут в Ейлсбеър. След раздялата на родителите си, тя поддържа редовен контакт с майка си.

## Изчезване
Дженет изчезва, докато разнася вестници малко след 15:30 часа, в събота 19 август 1978 г. В приблизително 15:28 ч. две нейни съученички я виждат, че върви покрай Уитен Лейн, бутайки велосипеда си. До този момент, тя е разнесла четиринадесет вестника и разговаря за кратко с приятелите си, когато се засичат на алеята. Дженет обикновено не разнася вестници и се е съгласява да върши тази работа в продължение на седмица, тъй като момчето, което обикновено го прави е на почивка. Тя е облечена с бяла памучна тениска с името ѝ, бродирано с червени букви на лявото рамо, светло кафяви панталони и бели кецове.
Седем минути по-късно, двете момичета намират велосипеда, който е на земята, по средата на пътя. Няколко вестници, които тя трябва да разнесе, са разпръснати по асфалта.
Приблизително 25 минути след като двете момичета намират велосипеда, Джон и Вайълет Тейт се връщат от пазар до Екзитър. Момичетата ги питат дали Дженет е у дома си. Когато Джон Тейт казва, че дъщеря му не е била вкъщи, той и Вайълет, заедно с няколко приятели и съседи, започват да я търсят. В 17:00 ч. Джон Тейт съобщава в полицията, че дъщеря му е изчезнала.

## Разследване
В рамките на няколко часа след изчезването на Дженет, полицията извършва мащабно издирване. 70 униформени полицаи и 50 детективи от Девън и Корнуолската полиция, подпомагани от полицейската служба на Авин и Съмърсет, започват разследване. Всички езера в района на Ейслбеър са претърсени от водолази, а кучета търсят в околностите.
Девън и Корнуолската полиция отхвърля възможността момичето да е избягало от дома си, тъй като към момента на изчезването ѝ няма лични вещи освен дрехите, които носи. Тя също така е спестила пари за предстояща семейна почивка в спалнята си. Парите, събрани от клиенти от вестниците, все още са в чантата на велосипеда. Възможността за пътнотранспортно произшествие също е изключена, тъй като на пътя не са открити следи от гуми и велосипедът не е повреден. Отвличането първоначално се счита за възможност, въпреки че всички постепенно отхвърлят тази възможност.
Очевидци съобщават, че са видели кафяв Triumph или подобно превозно средство, около времето на изчезването, а полицията пуска скица на човек, когото иска да разпита във връзка с инцидента. Този човек е описан като „много красив“ в началото на 20-те години с къса тъмна коса, облечен в светла риза.
Въпреки полицейското разследване и претърсването на заобикалящите площи, включващо хиляди доброволци, изчезването на Тейт остава необяснено. През 2002 г. ДНК, принадлежала на Дженет Тейт, е извлечена от едно от нейните въжета за скачане, притежавани от майка ѝ, което би позволило тялото ѝ да бъде идентифицирано, ако бъде открито. На 25-годишнината от случая през 2003 г., родителите Джон и Шийла заявяват, че вярват, че тя вече не е жива.

## Заподозрян
Серийният убиец на деца Робърт Блек е осъден през 1994 г. за подобни престъпления, свързани с отвличане и убийство на млади момичета, и впоследствие е разпитан от полицията във връзка с Тейт. По време на работата си като шофьор на дълги разстояния през 70-те години на ХХ век, Блек е извършил доставки в района на Екзитър. През 1996 г. очевидец твърди, че е видял модел автомобил, за който е известно, че е управляван от Блек през 1978 г. в деня на изчезването на Дженет. Полицейските разследвания не могат да установят, че Блек е бил в Ейлсбеър в деня на изчезването.
През август 2008 г. е решено, че не съществуват доказателства, за да бъде обвинен Блек за убийството на Тейт. След осъждането на Блек през 2011 г. за убийството на Дженифър Карди през 1981 г., говорител на полицейската служба на Северна Ирландия коментира „удивителните прилики“ между убийството на Карди и изчезването на Дженет Тейт.
Девън и Корнуолската полиция преразглеждат случая през юни 2014 г. с надеждата да намерят достатъчно реални доказателства за преследване на Блек. По времето на смъртта на Блек през януари 2016 г., полицията е подала от 5 седмици досие до прокуратурата на Кралството, в което иска ново решение дали да го преследват. Досието е подадено през април 2016 г., а прокуратурата твърди, че поради смъртта на Блек няма да има посмъртно решение да го обвини в убийството на Тейт.
През август 2018 г. в навечерието на 40-годишнината от изчезването на дъщеря си, Джон Тейт отправя допълнително искане за информация по случая, като заявява: "Не съм дори 100% сигурен, че Блек е направил това, имам нужда от доказателство, че той я е убил". Той казва, че бързо влошаващото му се здраве означава, че вече не може да прави годишното си пътуване от Манчестър до Ейлсбеър и че последното му желание е да даде на Джанет християнско погребение и да бъде погребан заедно с нея.